# Sonderfahrt (Aufzug)

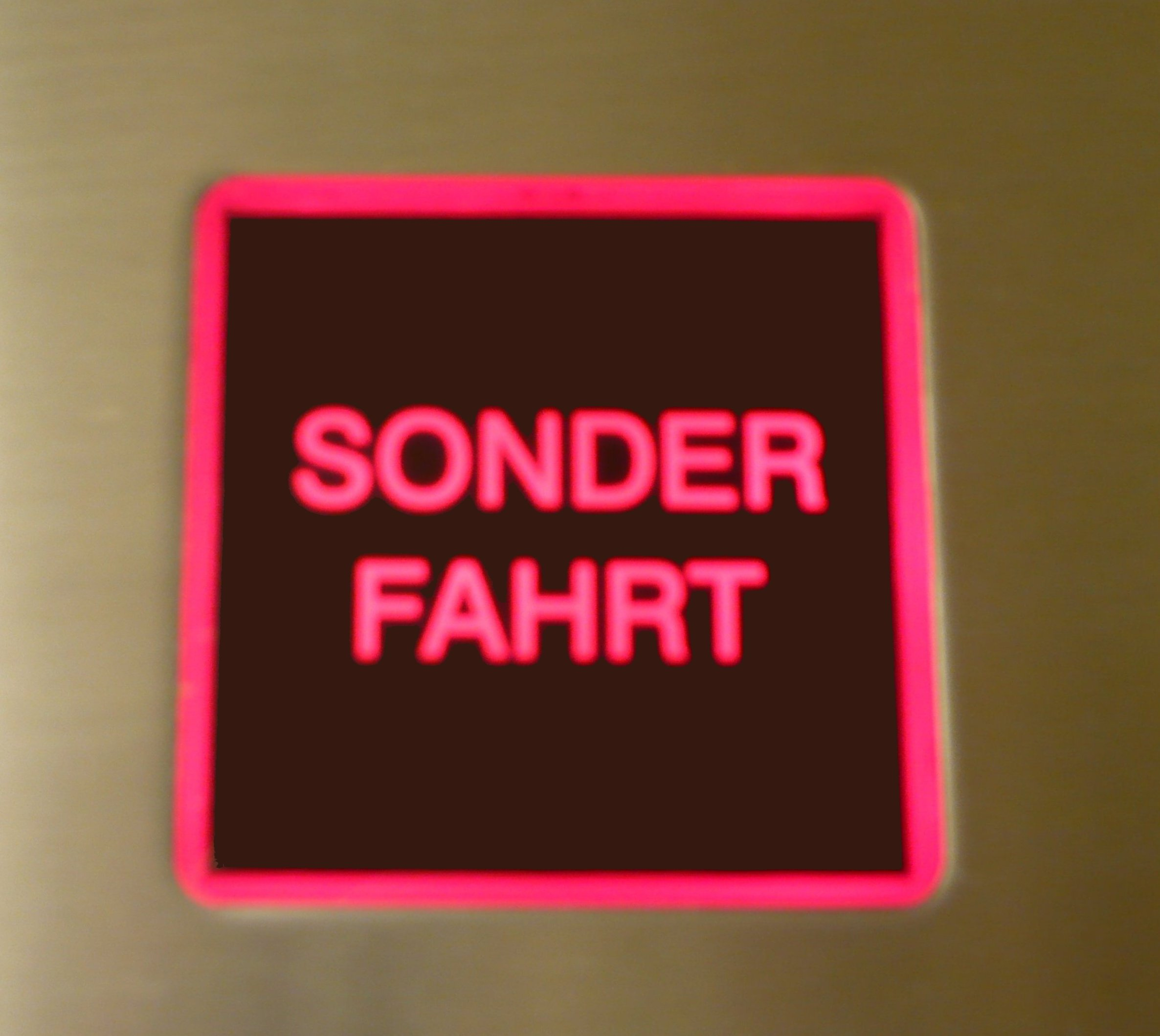
„Sonderfahrt“ an der Außenanzeige eines Aufzuges

Als Sonderfahrt (auch Vorzugsfahrt oder kurz Vorzug) bei Aufzügen versteht man die Bevorzugung von Personen beziehungsweise Gütern. Es gibt zwei Arten von Sonderfahrten, einmal die Sonderfahrt im Aufzug und einmal die Anforderung von außen.
Sonderfahrten werden meist auf der Außenanzeige der Kabine angezeigt, um den anderen Benutzern anzuzeigen, dass die Kabine nicht im Normalbetrieb und gegebenenfalls die Benutzung der Treppe schneller ist. In der Kabine wird häufig ein Text wie „Aufzug bitte verlassen“ eingeblendet, teilweise unterstützt durch eine Bandansage.

## In der Aufzugskabine

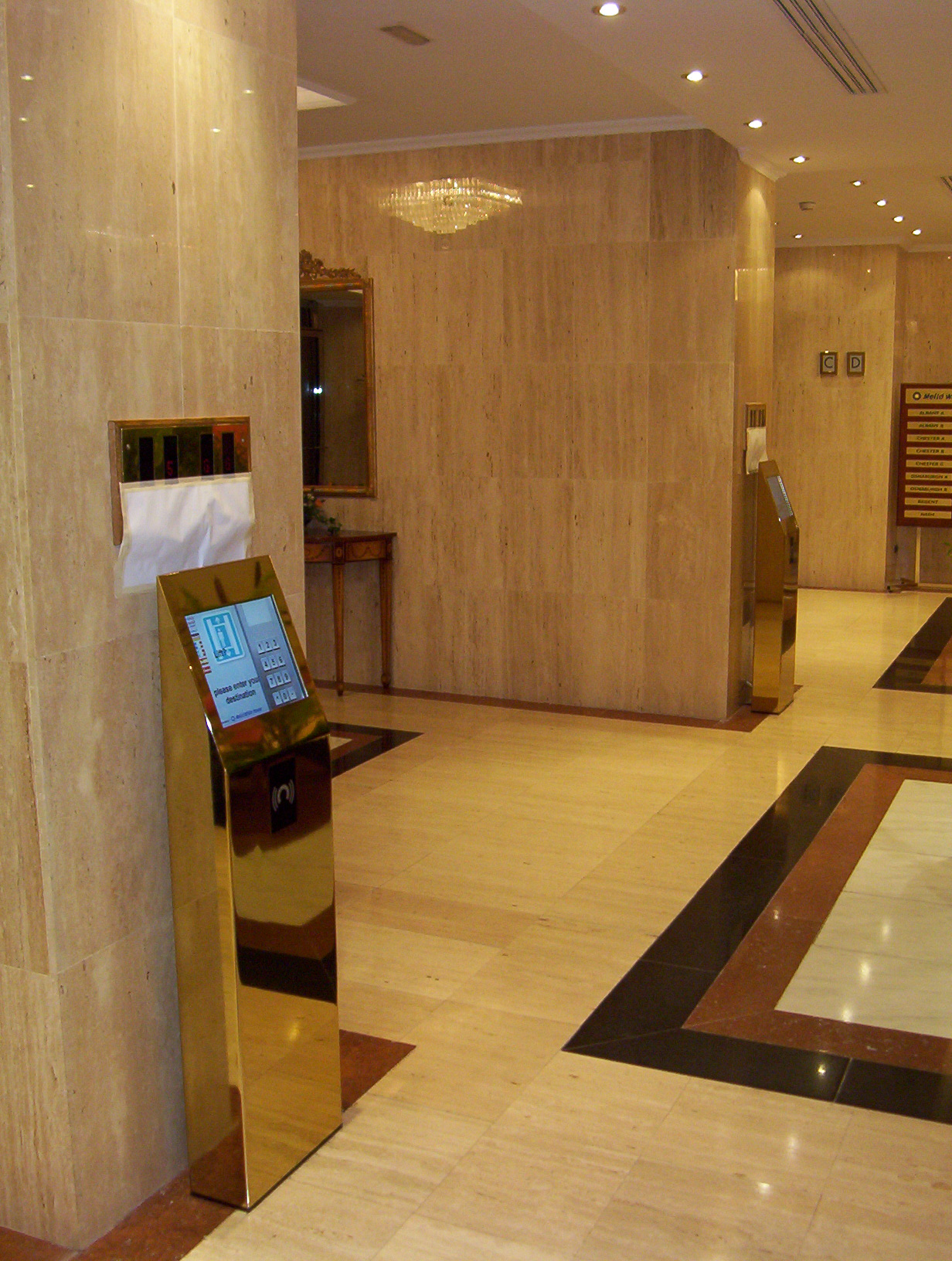
Terminal einer Zielwahlsteuerung

Eine Sonderfahrt in der Kabine erlaubt es, ohne Zwischenhalt zur eingegebenen Zielhaltestelle zu fahren. Hierzu werden in der Regel sämtliche gespeicherten Befehle in der jeweiligen Kabine gelöscht und die zuvor gefahrene Fahrtrichtung gegebenenfalls automatisch geändert.
Die Sonderfahrt im Aufzug wird allgemein über einen Schlüsselschalter in der Kabine, teilweise aber auch über zuvor eingespeicherte Tastenkommandos ausgelöst. Bei Aufzügen mit Zielwahlsteuerung wird die Sonderfahrtsanforderung bereits vor dem Aufzug an dem Terminal eingegeben, diese Funktion ist üblicherweise mit einem Code, einer Transponderkarte oder einem Schlüsselschalter geschützt, um Missbrauch zu vermeiden.
Es gibt aber auch Aufzugsmodelle, bei denen die Sonderfahrt automatisch ausgelöst wird. Dies ist zum Beispiel bei einigen Modellen der Fall, wenn die Höchsttraglast erreicht ist und keine weiteren Personen zusteigen können. Viele Krankenhäuser haben eine automatische Bettenerkennung, die entweder durch einen Transponder am Bett, eine Kontaktschleife oder an einem bestimmten Gewicht ein Bett erkennt, sodass der Aufzug von sich aus eine Sonderfahrt auslöst.

## Bevorzugter Außenruf

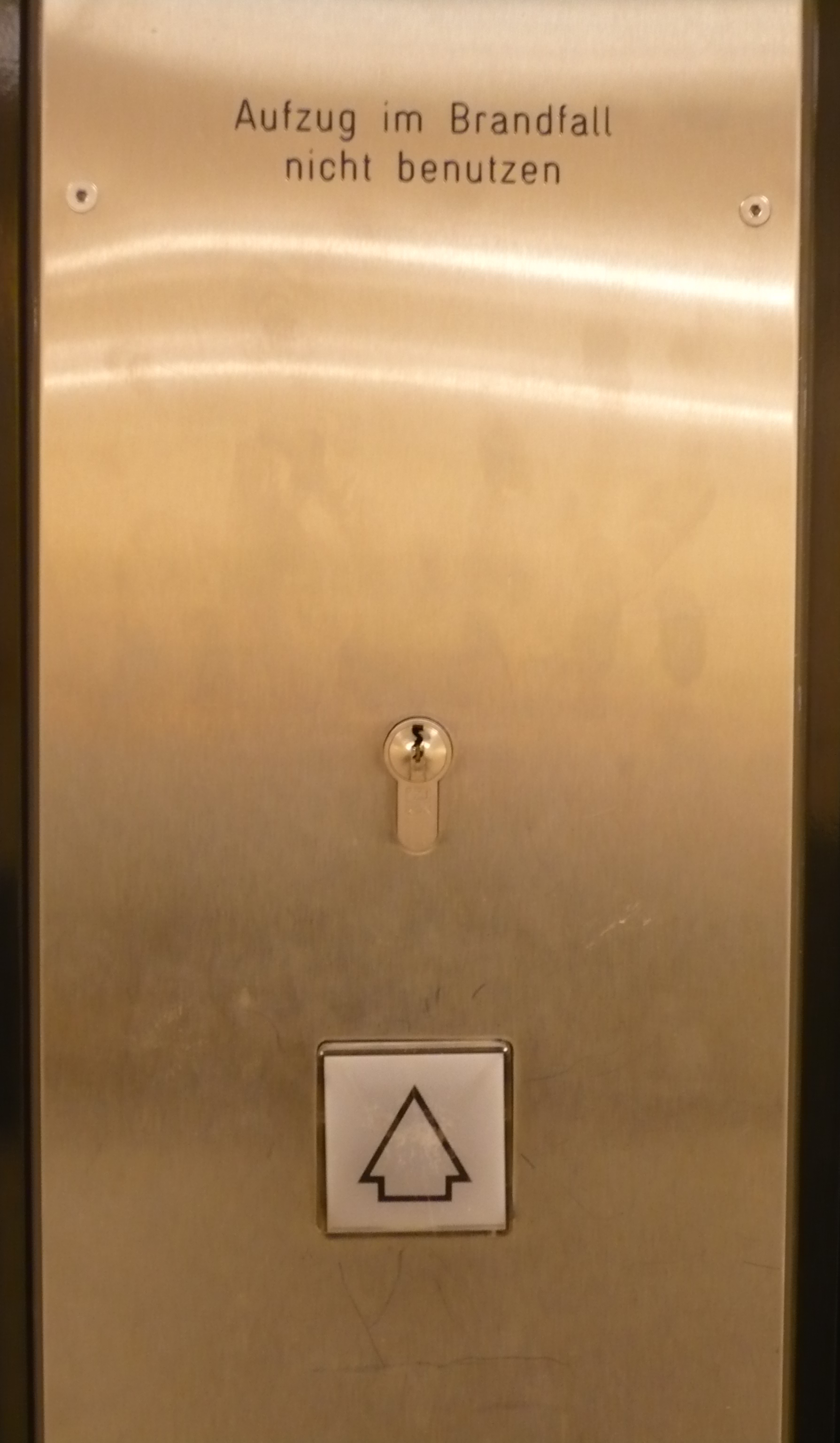
Schlüsselschalter am Außentableau einer Aufzugsanlage

Es besteht bei einigen Aufzügen zudem die Möglichkeit, eine Kabine bevorzugt anzufordern. Diese Anforderung wird entweder durch einen Schlüsselschalter am Aufzug bzw. am Terminal der Zielwahlsteuerung gegeben, kann aber auch durch einen Schalter z. B. beim Pförtner oder in der Krankenhausstation ausgelöst werden. Der Ablauf ist aber teilweise sehr unterschiedlich, je nachdem wie es zuvor eingespeichert wurde.
Die häufigste Sonderfahrt ist die sogenannte Notfallanforderung, bei der die nächstgelegene Kabine unmittelbar in die gerufene Etage gefahren kommt. Hierbei werden sämtliche Innenrufe gelöscht und die Fahrtrichtung spielt ebenfalls keine Rolle (Beispiel: Rettungsdienst bei Notfallpatient, Feuerwehr).
Zu unterscheiden ist die sogenannte Vorzugsanforderung, bei der die Kabine entweder noch alle zuvor gegebenen Innenrufe abfährt und anschließend in die gerufene Station fährt oder die Kabine alle Rufe bis zur gerufenen Station abfährt und dort endet (Beispiel: Nicht-Notfall-Patienten im Krankenhaus).
Zumeist können nach der Sonderfahrtsanforderung von außen in der Kabine keine Rufe angenommen werden. Die Entsperrung erfolgt dann entweder durch eine Sonderfahrt in der Kabine bzw. nach einer zuvor festgelegten Zeit. Dieser Mechanismus soll verhindern, dass die Kabine vor dem Eintreffen der Berechtigten wieder abfährt, die Kabine aber beispielsweise bei versehentlichem Auslösen nicht dauerhaft blockiert ist.

## Anwendung
Die Anwendung ist sehr vielfältig. Häufig wird die Sonderfahrt (Innen) eingesetzt, wenn der Aufzug voll beladen ist und keine weiteren Personen zusteigen sollen. Das ist zum Beispiel bei Umzügen oder Warenanlieferungen der Fall. So werden unnötige Halte vermieden und eine Zeitersparnis erzielt. Die Sonderfahrt kann daher sowohl in Wohn- als auch in Geschäftshäusern genutzt werden.

### Krankenhäuser
In Krankenhäusern, bei denen Bettenaufzüge auch von Personen benutzt werden, gibt es zumeist eine Sonderfahrtssteuerung. Da bei Patiententransporten der Aufzug oft ohnehin voll und es nicht erwünscht ist, dass weitere Personen zusteigen, wird der Aufzug mittels Sonderfahrt blockiert. Häufig ist auch eine Notfallsteuerung vorhanden. Diese wird bei medizinischen Notfällen z. B. von den Ärzten bzw. dem Reanimationsteam genutzt, um schnellstmöglich zum betroffenen Patienten zu gelangen. Aber auch, um den betroffenen Patienten beispielsweise auf die Intensivstation bzw. in den Operationssaal zu bringen, kann der Aufzug angefordert werden. Besonderheit ist hier, dass sich in vielen Krankenhäusern im Schwesternzimmer ein Notfallschalter befindet, über den der Aufzug schon vor dem Erreichen des Tableaus gerufen werden kann – die Kabine steht so bereits in der Etage. Häufig werden auch normale Krankentransporte mittels Sonderfahrt vor normalen Personen bevorzugt, um die Wartezeiten der Patienten und des Krankentransportpersonals so gering wie möglich zu halten.

### Geschäftsgebäude und Hotels
Damit der Vorstand in großen Unternehmen und geladene Gäste sofort eine bereitstehende Kabine vorfinden, kann zumeist über einen Taster beim Pförtner bzw. dem Empfang ein Aufzug herbeigerufen werden.
Auch für prominente Gäste besteht in vielen Hotels die Möglichkeit, sofort über die Rezeption eine Kabine anzufordern.

### Banken
In einigen Banken wird zudem die Sondersteuerung dafür benutzt, dass während Geld- und Werttransporten niemand in den Aufzug steigen kann und die Kabine grundsätzlich in eine ebenfalls nur für das Personal anwählbare Station fährt, in der dann das Werttransportfahrzeug steht. Auch in Einkaufszentren wird die Sonderfahrtssteuerung teilweise zu diesem Zweck eingesetzt.